# تشارلز فالنتين ألكان
كان تشارلز فالنتين ألكان (30 نوفمبر 1813 - 29 مارس 1888) مؤلفًا موسيقيًا فرنسيًا يهوديًا وعازف بيانو ماهر. في ذروة شهرته في ثلاثينات وأربعينات القرن التاسع عشر، كان، إلى جانب صديقيه فريديريك شوبان وفرانز ليزت، من بين عازفي البيانو الأبرز في باريس، حيث أمضى فيها حياته بأكملها تقريبًا.
حصل ألكان على العديد من الجوائز في معهد باريس للموسيقى، الذي التحق به قبل أن يبلغ السادسة من عمره. تميزت حياته المهنية في بهوات وقاعات الحفلات الموسيقية في باريس بانسحابه الطويل من حين لأخر من الأداء أمام العامة لأسباب شخصية. على الرغم من تمتعه بدائرة واسعة من الأصدقاء والمعارف في عالم الفن الباريسي، بما في ذلك يوجين ديلاكروا وجورج ساند، فقد بدأ منذ عام 1848 في تبني أسلوب حياة منعزل، مع الاستمرار في تأليف الموسيقى – التي كانت كُلها تقريبًا للبيانو. خلال تلك الفترة نشر من بين أعمال أخرى مجموعات الإيتودي الخاصة به في جميع مفاتيح الماجور الموسيقية (رقم العمل الموسيقي 35) وجميع مفاتيح الماينور (رقم العمل الموسيقي 39). يتضمن العمل الأخير سيمفونية البيانو المنفرد الخاصة به (رقم العمل الموسيقي 39، رقم 4 حتى 7) وكونشيرتو البيانو المنفرد (رقم العمل الموسيقي 39، رقم 8 حتى 10) والتي غالبًا ما تُعتبر من بين أفضل أعماله المتميزة بتعقيد موسيقي وفني. خرج ألكان من التقاعد الذي فرضه على نفسه في سبعينات القرن التاسع عشر لتقديم سلسلة من الحفلات التي حضرها جيل جديد من الموسيقيين الفرنسيين.
يظهر ارتباط ألكان بأصوله اليهودية في حياته وأعماله. كان أول مؤلف يدمج الألحان اليهودية في الموسيقى الفنية. كان يتحدث اللغتين العبرية واليونانية بطلاقة، وقد كرس الكثير من الوقت لتحضير ترجمة جديدة كاملة للكتاب المقدس إلى اللغة الفرنسية. فُقد العمل، مثل العديد من مؤلفاته الموسيقية. لم يتزوج ألكان أبدًا، لكن كان ابنه المزعوم إيلي ميريام ديلابورد، مثل ألكان، ماهرًا في عزف البيانو وبيانو الدواسة، وقام بتحرير عدد من أعمال ألكان.
بعد وفاته (بسبب سقوط خزانة كتب عليه وفقًا للأسطورة التي لا أساس لها من الصحة)، أُهمِلت موسيقى ألكان، وحظيت باهتمام عدد قليل من الموسيقيين بما في ذلك فيروتشيو بوسوني وإيجون بيتري وكايخوسرو سورابجي. منذ أواخر ستينات القرن العشرين، سجل العديد من عازفي البيانو موسيقاه وأعادوها إلى مخزون الأعمال الموسيقية بقيادة ريموند لوينثال ورونالد سميث.

## حياته

### عائلته
وُلد ألكان باسم تشارلز فالنتين مورانج في 30 نوفمبر 1813 في شارع دي براك في باريس لألكان مورانج (1780-1855) وجولي مورانج، ني أبراهام. ينحدر ألكان مورانج من مجتمع أشكنازي يهودي قديم في منطقة ميتز؛ تقع قرية مورانج على بعد نحو 30 ميلًا (48 كيلومتر) من مدينة ميتز. كان تشارلز فالنتين المولود الثاني من بين ستة أطفال - أخت كبرى وأربعة إخوة أصغر عمرًا؛ تشير شهادة ميلاده إلى أنه سمي على اسم أحد الجيران الذي شهد ولادته.
دعم ألكان مورانج العائلة كموسيقي ولاحقًا كمالك لمدرسة موسيقى خاصة في لو ماري، في الحي اليهودي في باريس. في سن مبكرة، تبنى تشارلز فالنتين وإخوته الاسم الأول لوالدهم كاسم للعائلة (وكانوا معروفين بهذا الاسم أثناء دراستهم في معهد باريس للموسيقى وأثناء وظائفهم اللاحقة). أصبح شقيقه نابليون (1826–1906) أستاذ للصولفيج في المعهد الموسيقي، وكان أخوه مكسيم (1818-1897) يعمل في تأليف الموسيقى الخفيفة للمسارح الباريسية، وكانت أخته سيليست (1812-1897) مغنية. كان شقيقه إرنست (1816-1876) عازف فلوت محترف، بينما كان أخاه الأصغر جوستاف (1827-1882) ينشر رقصات موسيقية مختلفة للبيانو.